# 히가시요카정
히가시요카정(일본어: 東与賀町)은 일본 사가현의 남부에 있던 정이며, 사가군에 속했다. 2007년 10월 1일에 사가시에 편입되어 사가시 히가시요카정이 되었다.

## 지리
사가시의 남쪽에 위치하고 있으며, 남쪽은 아리아케해에 접해 있다. 마을의 대부분이 에도시대부터 제2차 세계대전 이후까지 계속된 간척으로 조성된 땅으로, 가장 높은 곳도 해발 2.8m에 불과한 낮은 평지이며, 기복이 거의 없는 지형이다. 민가는 마을 북쪽에 많다.

## 역사
- 1889년 4월 1일 - 정촌제 시행에 의해 히가시요카촌이 성립하였다.
- 1966년 10월 1일 - 정으로 승격해 히가시요카정이 되었다.
- 2007년 10월 1일 - 구보타정, 가와소에정과 함께 사가시에 편입되었다.

## 산업
간척농지에서의 쌀과 딸기 생산을 중심으로 한 농업이 주산업이다.
또한 아리아케 해에 접해 있어 김 양식이 유명하다.

## 교통

### 도로
- 국도 444호선